# 唐特兰
唐特兰（法語：Tenteling，法語發音：[tɑ̃tlɛ̃]；洛林法兰克语：Täntelinge）是法国摩泽尔省的一个市镇，属于福尔巴克-布莱摩泽尔区。

## 历史
1811年，市镇埃布兰并入唐特兰。

## 地理
唐特兰（49°7'31"N, 6°56'19"E）面积7.19 平方千米，位于法国大東部大區摩泽尔省，该省份为法国东北部内陆省份，是洛林的一部分，西南接默尔特-摩泽尔省，东临下莱茵省，北与卢森堡和德国接壤。
与唐特兰接壤的市镇（或旧市镇、城区）包括：布斯巴克、迪布兰、福尔克兰、努斯维莱尔-圣纳博尔、泰丹。
唐特兰的时区为UTC+01:00、UTC+02:00（夏令时）。

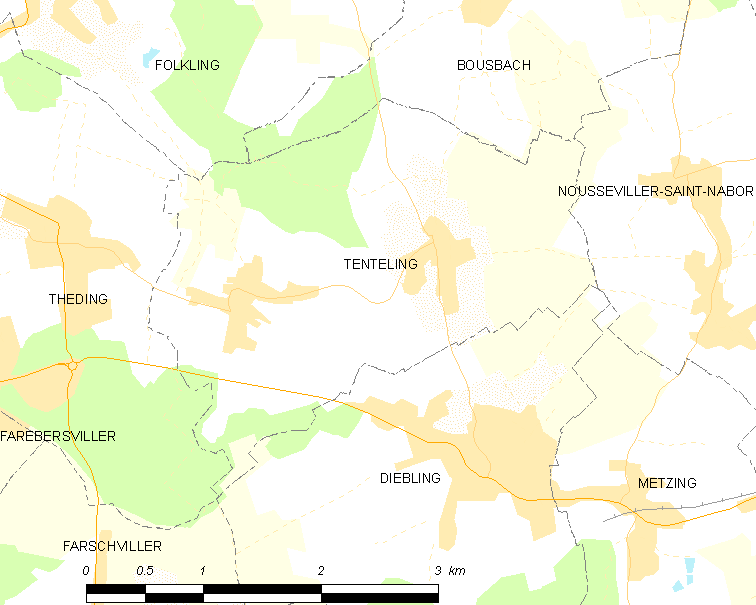
唐特兰的OSM定位图

## 行政
唐特兰的邮政编码为57980，INSEE市镇编码为57665。

## 政治
唐特兰所属的省级选区为斯蒂兰旺代勒县。

## 人口

1962-2008年间唐特兰人口变化图示

唐特兰于2022年1月1日时的人口数量为1041人。